# Josh Farro
 Joshua Neil  Farro (ur. 29 września 1987 w Voorhees w stanie New Jersey) – amerykański muzyk, gitarzysta.
Od 2004 do 2010 grał w zespole Paramore. Jego młodszy brat, Zac Farro, odszedł z zespołu razem z nim, jednak w lutym 2017 Paramore oficjalnie ogłosili powrót perkusisty do podstawowego składu.
W 2009 r. wyznał, że przez trzy lata był chłopakiem Hayley Williams, jego koleżanki z zespołu. Rozstali się jesienią 2007 r.
3 kwietnia 2010 r. żoną Josha została Jenna Rice. 29 stycznia 2018 roku na świat przyszła jego córka Basil.